# The Waste Land (album)
Albums de Hord
The Book of Eliot
The Waste Land est le 2e album studio du groupe de metal industriel français Hord. Il a été enregistré au Split Second Studio, à Amsterdam, par Jochem Jacobs (ex-guitariste du groupe Textures). L'album est sorti le 25 octobre 2010 sur le label Send the wood music. 
Il s'agit du premier album-concept du groupe et le premier avec Jonathan Devaux au poste de chanteur-guitariste.  
L'album raconte l'histoire d'Eliot, dernier survivant de l'Apocalypse. Le nom du personnage a été emprunté au poète T.S. Eliot, auteur du long poème épique The Waste Land qui donne aussi son nom au titre de l'album et aux morceaux d'ouverture et de fermeture. Le climat post-apocalyptique de l'album, des textes et de la musique, puise son inspiration dans la poésie de T.S. Eliot, mais aussi dans le roman de Cormac McCarthy La Route, dans le cinéma de même genre et dans la musique industrielle à travers des groupes comme Fear Factory, Nine Inch Nails ou encore Strapping Young Lad.  

## Liste des morceaux
1. The Waste Land (pt.1) - 1:29
2. Unreal City - 4:50
3. Subdued Voices - 5:24
4. Epidemic - 4:17
5. The Watcher - 5:00
6. A Heap of Broken Images - 5:28
7. The Burial of the Dead - 2:26
8. Through the ashes - 4:18
9. The Grand Expedition - 10:15
10. The Waste Land (pt.2) - 7:06

## Musiciens
- Hadrien Tourrenc — samples, machines
- Jonathan Devaux — chant/guitare
- Moerty Fooley — guitare
- Vincent Barnavol — batterie
- Kristen Schwartz — basse

## Crédits
- Jochem Jacobs – production, mixage et mastering, enregistrement (batterie)
- Jonathan Devaux – production, enregistrement (guitare, basse, voix)
- Jakob Arevarn – artwork et design de l'album
- David Lundmark – artwork et design de l'album
- Par Oloffson - artwork et design de l'album
- Davis Sandberg – artwork et design de l'album

## Vidéos
En 2014, le guitariste Jonathan Devaux a tourné un clip dans lequel il interprète en solo, à la guitare, les morceaux d'ouverture et de fermeture de l'album The Waste Land (Pt. 1) et The Waste Land (Pt. 2). La vidéo a été réalisée par Anthony Dubois (Meshuggah, After the Burial, Sybreed) et mixée/masterisée par Fabrice Boy : "The Waste Land (Pt. 1) & (Pt. 2)". 